# Rhinichthys cataractae
Rhinichthys cataractae (Valenciennes, 1842), è una specie di pesce osseo facente parte della famiglia dei Ciprinidi; vive in Nord America, tra Stati Uniti e Canada.